# ملیسا روزنبرگ
ملیسا روزنبرگ (انگلیسی: Melissa Rosenberg؛ زادهٔ ۲۸ اوت ۱۹۶۲) یک فیلم‌نامه‌نویس اهل ایالات متحده آمریکا است.